# Železniško postajališče Atomske Toplice hotel
Železniško postajališče Atomske Toplice hotel je eno izmed železniških postajališč v Sloveniji, ki oskrbuje bližnje Terme Olimia (včasih Atomske toplice).